# Tupaciguara
Tupaciguara é um município brasileiro situado no estado de Minas Gerais, Região Sudeste do país. Localiza-se na mesorregião do Triângulo Mineiro. Sua população em 2024 era 24.784 habitantes.

## História
O município começou a ser povoado por volta de 1841, com a vinda da família da goiana Maria Teixeira, que mandou construir uma capela em homenagem à Nossa Senhora da Abadia. 
Em 1912, Tupaciguara se emancipa politicamente com o nome de Abadia do Bom Sucesso. Somente em 1922 o município adota seu nome atual.[carece de fontes?]

## Turismo
Além da culinária típica mineira, Tupaciguara oferece vários atrativos ao turista. O Grande Lago, reservatório da Usina de Furnas de Itumbiara, é onde o tucunaré, peixe da Bacia Amazônica, melhor se adaptou fora de seu habitat. A pesca esportiva é amplamente difundida e são centenas de ranchos e alguns hotéis espalhados ao longo dos 110 km de margem do lago que o município possui. Destaca-se, ainda, uma infinidade de quedas d'aguas naturais, como a Cachoeira dos Costas, a mais alta do Triângulo Mineiro, próxima ao povoado do Brilhante e a Cachoeira do Rio Bonito, a cerca de 8 km da sede do município, que integra o circuito turístico do Triângulo Mineiro.
A cidade realiza todos os anos um dos maiores carnavais de rua do interior de Minas Gerais, inteiramente gratuito.[carece de fontes?]

## Cultura
A padroeira de Tupaciguara é Nossa Senhora da Abadia. No interior da Igreja Matriz, se encontra uma virgem de cedro datada de antes de 1845, esculpida pelo artista Goiano Veiga Vale. É forte a tradição da viola, do catira e das comitivas a cavalo que levavam o gado sertão afora.
Tupaciguara possui um casario bem conservado no estilo eclético e Art Deco. Destaca-se ainda o modernismo dos traços do arquiteto João Jorge Cury, na praça da matriz e em algumas residencias da cidade.[carece de fontes?]